# Melrand
Melrand (bretonisch: Mêlrant) ist eine französische Gemeinde mit 1.559 Einwohnern (Stand 1. Januar 2022) im Département Morbihan in der Region Bretagne.

## Geographie
Melrand liegt im südlichen Teil des Zentrums der Bretagne und gehört zum Pays de Pontivy. Nachbargemeinden sind Guern im Norden, Pluméliau-Bieuzy mit Bieuzy im Nordosten und Pluméliau im Osten, Saint-Barthélemy im Südosten, Quistinic im Süden und Bubry im Westen.
Der Ort liegt abseits von bedeutenden Durchgangsstraßen. Das Flüsschen Sarre verläuft knapp südwestlich des Ortes, der Brûlé an der südlichen Gemeindegrenze.

## Geschichte
Die Gemeinde gehört historisch zur bretonischen Region Bro-Gwened (frz. Vannetais) und innerhalb dieser Region zum Gebiet Bro Baod (frz. Pays de Baud) und teilt dessen Geschichte. Von 1793 bis zu dessen Auflösung 1801 war Melrand Hauptort des Kantons Melrand. Seither ist der Ort dem Kanton Josselin zugeteilt.

### Bevölkerungsentwicklung
| Jahr      | 1962 | 1968 | 1975 | 1982 | 1990 | 1999 | 2006 | 2019 |
| Einwohner | 2149 | 2031 | 1883 | 1771 | 1584 | 1525 | 1511 | 1521 |

## Sehenswürdigkeiten
- Kirche Saint-Pierre aus dem 15. bis 17. Jahrhundert
- Kapelle Locmaria aus dem 16. und 17. Jahrhundert
- Kapelle Notre-Dame du Guelhouit aus dem 17. Jahrhundert
- Kapelle Saint-Fiacre aus dem 16. und 17. Jahrhundert
- zahlreiche Wegkreuze, Kalvarienberge, Quellen und Grotten

Quelle:

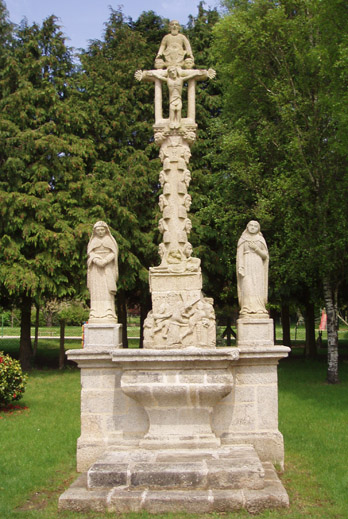
Der Kalvarienberg an der Straße nach Guémené
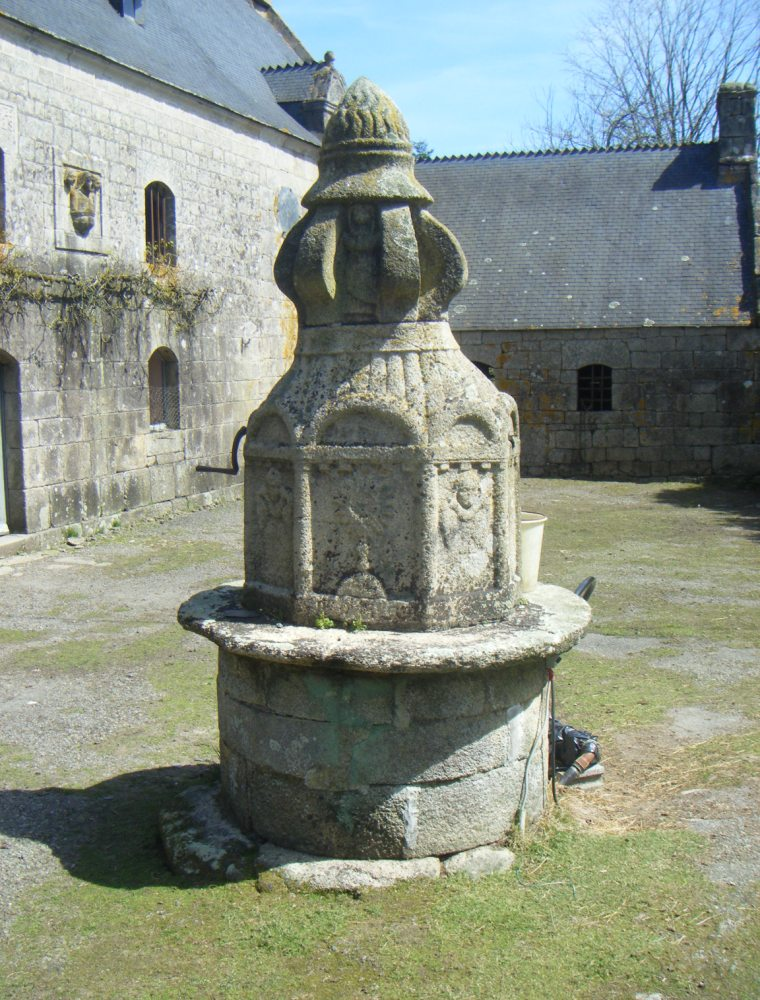
Le Puit de Kerhoh
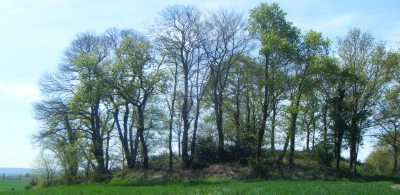
Tumulus von Saint-Fiacre in Melrand